# Konstanty Mańkowski
Konstanty Makary Mańkowski (ur. 1861 w Krakowie, zm. 1897 tamże) – polski malarz realista.

## Życiorys
Studiował w krakowskiej Szkole Sztuk Pięknych w latach 1874–1880, następnie od 1880 do 1884 w Wiedniu u Hansa Makarta. Naukę kontynuował w latach 1885–1888 w pracowni Jana Matejki. 
Malował portrety, pejzaże, sceny rodzajowe i religijne. W 1892 zaprojektował kurtynę dla Teatru Miejskiego w Krakowie, a w 1896 był jednym z autorów Panoramy Tatr. Wystawiał w TPST w Krakowie, TZSP w Warszawie i TPSP we Lwowie. Miał też wystawy w Wiedniu, Berlinie i Paryżu.
Obrazy Mańkowskiego znajdują się w zbiorach Muzeum Narodowego w Warszawie, w ekspozycji Muzeum Henryka Sienkiewicza w Oblęgorku, filii Muzeum Narodowego w Kielcach (obraz Cyganeria).